# هانیه بهبودی
هانیه بهبودی (۱ خرداد ۱۳۸۱ – ۱۶ خرداد ۱۴۰۴) ورزشکار ایرانی در رشتهٔ مچ‌اندازی بود که قربانی قتل ناموسی شد. او دانشجوی رشتهٔ تربیت بدنی بود. بهبودی در مسابقات استانی و کشوری شرکت کرده‌بود و از چهره‌های شاخص مچ‌اندازی زنان در شرق ایران به‌شمار می‌رفت.

## زندگی
هانیه بهبودی پورامغان اهل شهرستان فریمان در استان خراسان رضوی بود. مادرش مسئولیت بزرگ کردن او و برادرش را بر عهده داشت. هانیه در سن کم ازدواج کرد، اما توانست در رشته تربیت بدنی تحصیل کند. وی مادر یک دختر چهارساله بود.

### قتل
هانیه بهبودی در تاریخ ۱۶ خرداد ۱۴۰۴، در منزل شخصی در فریمان کشته شد. مرگ او با ظن خودکشی گزارش شد؛ اما پس از بررسی‌های پزشکی قانونی و تحقیقات پلیس آگاهی، مشخص شد که وی به قتل رسیده است. عامل این قتل همسر او بود که با انگیزهٔ اختلافات خانوادگی و به‌دلیل نارضایتی از فعالیت ورزشی و تصاویر منتشرشدهٔ بهبودی در شبکه‌های اجتماعی، مرتکب این جنایت شد. متهم پس از ارتکاب قتل، اقدام به صحنه‌سازی برای ایجاد شائبهٔ خودکشی کرده‌بود، اما آثار ضرب و جرح بر بدن مقتول و یافته‌های کالبدشکافی، این ادعا را رد کردند.